# Thomas Dimsdale

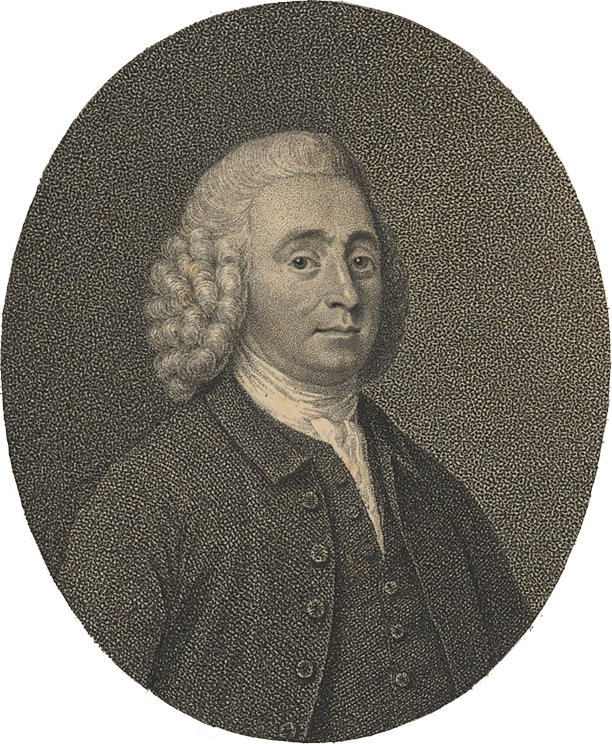
Portretgravure

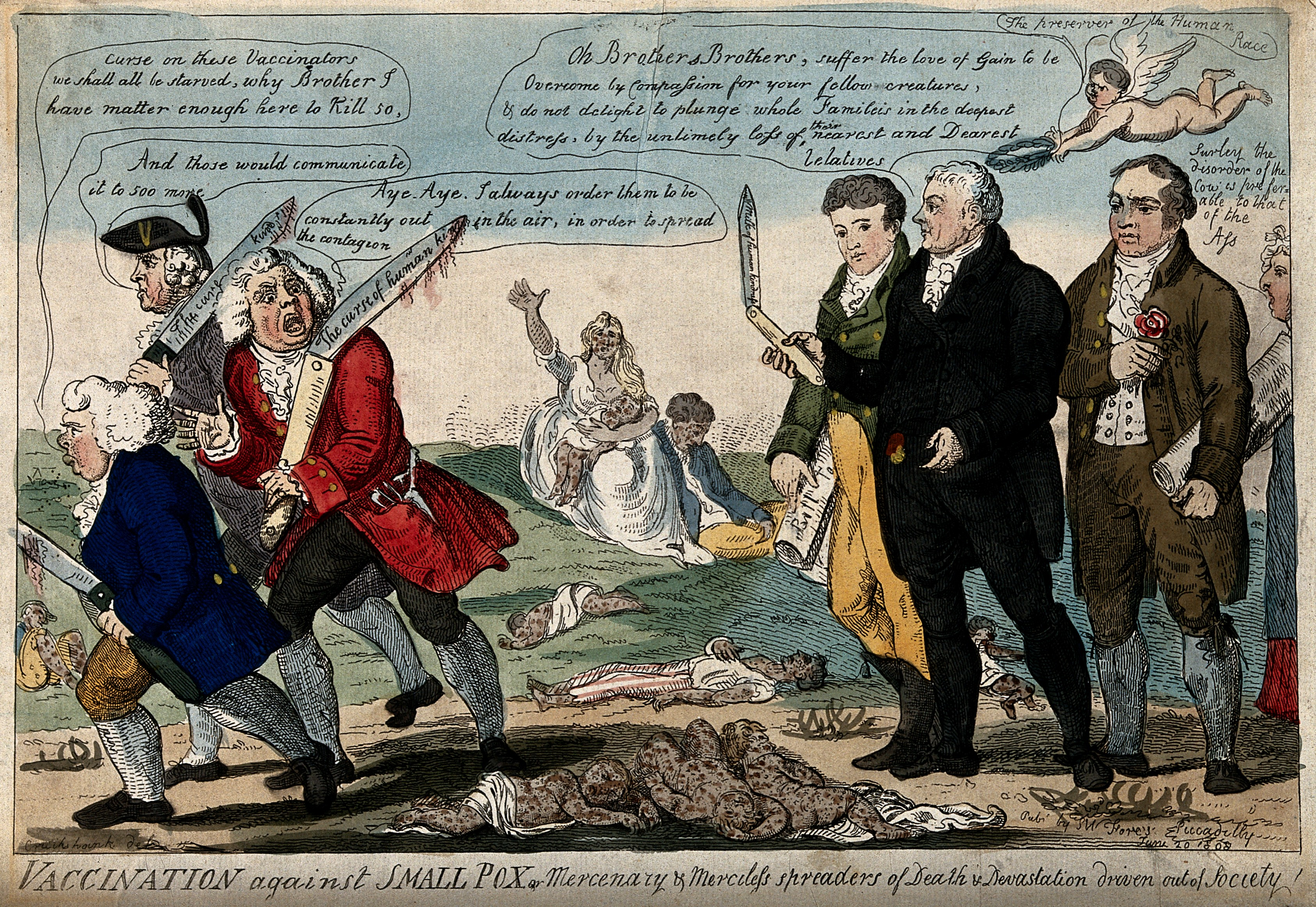
Cartoon waarin Edward Jenner, Thomas Dimsdale en George Rose tegenstanders van vaccinatie verdrijven (Isaac Cruikshank, 1808).

Thomas Dimsdale (Theydon Garnon, 29 mei 1712 – 30 december 1800) was een Engels geneesheer, bankier en politicus. Hij inoculeerde tsarin Catharina de Grote tegen de pokken en werd door haar verheven tot baron van het Russische rijk.

## Leven
Thomas was een zoon van de chirurgijn John Dimsdale en diens vrouw Susan. Het waren Quakers uit Essex. Hij werd opgeleid in de geneeskunde door zijn vader en studeerde verder in het Londense St Thomas' Hospital. In 1734 begon hij een medische praktijk in Hertford.
Dimsdale ontwikkelde een bijzondere interesse in de preventie van pokken door inenting (variolatie), een opzettelijke infectie van de patiënt via de huid met een milde vorm van de ziekte om bescherming te bieden tegen meer virulente stammen. In 1767 publiceerde hij The Present Method of Inoculating For the Small-Pox, dat in korte tijd door vijf edities ging. 
Het volgende jaar reisde hij met zijn zoon Nathaniel naar Rusland om keizerin Catharina de Grote en haar zoon, groothertog Paul, te inoculeren. Ze had hem in 1762 al eens uitgenodigd, want dodelijke epidemieën teisterden het land. Dimsdales voorbereiding nam enkele maanden in beslag, onder meer voor het zoeken van een geschikte kandidaat met de pokken (een jongen genaamd Alexander Markov). Tijdens die maanden in Sint-Petersburg won hij het vertrouwen van de keizerin en schreef hij Tracts on Inoculation Written and Published at St Petersburg in the Year 1768.
Vervolgens werd de niet van risico ontblote procedure in het geheim doorgevoerd in Sarskoje Selo. De keizerin, de kroonprins en meer dan 140 leden van het hof lieten zich inoculeren. Als het mis zou gaan, was een estafette voorzien om de Engelsen met de grootste spoed het land uit te brengen. De resultaten waren een succes en Catharina beloonde Dimsdale met een jaarpensioen en een baronie, bovenop zijn honorarium en onkosten. Ook Nathaniel kreeg een baronie. Ze kregen het aanbod in Rusland te blijven, en koning Frederik II van Pruisen nodigde hen uit naar Berlijn, maar ze keerden terug naar Engeland. Catharina de Grote zette een uitgekiende campagne op om variolatie in haar rijk te promoten op basis van haar succesvolle ervaring.
Bij zijn terugkeer uit Rusland werd Dimsdale Fellow of the Royal Society (1769). Met zijn kapitaal richtte hij de Londense bank Dimsdale, Archer & Byde op en vervolgens Staples, Baron Dimsdale, Son & Co. Hij woonde in Bengeo en werd in 1780 en 1784 verkozen voor Hertfort in het Lagerhuis. In 1781 keerden hij en Nathaniel terug naar Rusland om verdere inentingen uit te voeren op de keizerlijke kleinkinderen. Hij stierf in 1800 en werd begraven op de Quaker-begraafplaats van Bishop's Stortford in Hertfordshire.

## Familie
Dimsdale trouwde drie keer: eerst met Mary Brassey uit Roxford; dan met Anne Iles, met wie hij zeven zonen en twee dochters had; en ten slotte met Elizabeth, de dochter van zijn neef Joseph Dimsdale uit Bishop's Stortford. Zijn oudste zoon John volgde hem op als baron.

## Publicaties
- The Present Method of Inoculating For the Small-Pox, 1767
- Tracts on Inoculation, 1768
- Thoughts on General and Partial Inoculations, 1776